# Ombra di pressione

Regioni di ombre di pressione (indicate da linee tratteggiate) attorno ai porfiroclasti in una granodiorite deformata.

Ombra di pressione (chiamata anche ombra di deformazione) è un termine usato nella geologia metamorfica per descrivere una microstruttura nelle rocce deformate che si trova adiacente a una particella relativamente grande e indeformata, tipicamente un porfiroclasto.
Le ombre di pressione appaiono spesso in sezioni sottili come coppie di regioni approssimativamente triangolari che si allungano parallelamente alla foliazione attorno a un clasto di un minerale diverso. Le ombre di pressione che contengono trame minerali fibrose sono anche chiamate "frange di pressione" o "frange di deformazione".

## Formazione
Durante la deformazione, i minerali possono migrare per flusso plastico o possono crescere per trasporto di massa diffusivo nelle regioni a basso stress create da un porfiroclasto o porfiroblasto rigido.